# Pseudohostus squamosus
Pseudohostus squamosus is een spinnensoort in de taxonomische indeling van de lynxspinnen (Oxyopidae).
Het dier behoort tot het geslacht Pseudohostus. De wetenschappelijke naam van de soort werd voor het eerst geldig gepubliceerd in 1915 door William Joseph Rainbow.